# Stereophyllum laxirete
Stereophyllum laxirete là một loài rêu trong họ Stereophyllaceae. Loài này được Broth. & P. de la Varde mô tả khoa học đầu tiên năm 1929.